# Guillaume Pepy
Pour les articles homonymes, voir Pepy.
Guillaume Pepy, né le 26 mai 1958 à Neuilly-sur-Seine, est un haut fonctionnaire français. Il est président de la Société nationale des chemins de fer français (SNCF) de février 2008 à octobre 2019. En 2014, à la suite de la réorganisation du groupe public ferroviaire, il est nommé président du directoire du nouvel établissement public à caractère industriel et commercial (ÉPIC) SNCF, ainsi que président-directeur général de l’ÉPIC SNCF Mobilités. Il quitte son poste le 31 octobre 2019. Depuis le 26 février 2020, il est président de comité stratégique de Lagardère. Il est également depuis le 30 juin 2020 président d’Initiative France et depuis le 11 septembre 2020, vice-président du Centre national chorégraphique de Biarritz. Par ailleurs, il occupe des fonctions d’Advisor de Salesforce et de Canadian Pension Plan Investment Board. Le 7 juillet 2022, en conséquence de sa prise de la présidence non exécutive du groupe Orpea, il quitte la présidence du conseil d'administration de Lydec au profit de Sébastien Daziano.

## Biographie

### Jeunesse et études
Guillaume Pépy naît en 1958. Il a un frère. Son père est avocat, et sa mère travaille dans des institutions culturelles publiques. Son oncle est conseiller d'État.
Guillaume Pepy a été scolarisé à l’École alsacienne, à Paris, de la maternelle au lycée entre 1962 et 1975. Il passe alors six mois aux Jeunesses communistes avant de se retirer. Il est diplômé de l’Institut d’études politiques de Paris (section service public, 1979).
Il est reçu à l'École nationale d'administration, promotion Louise Michel (1984). Il défend ce nom de promotion avec son camarade Pierre Moscovici.

### Carrière

#### Débuts professionnels dans les ministères
À sa sortie de l’École nationale d’administration (ENA), Guillaume Pepy est nommé auditeur au Conseil d’État. Il occupera les fonctions de rapporteur près la Commission de recours des réfugiés et apatrides, ancienne Cour nationale du droit d’asile. Quelques années plus tard, par avancement il est nommé au grade de maître des requêtes au Conseil d’État. De 1987 à 1993, il travaille dans plusieurs cabinets ministériels, d’abord en tant que conseiller technique au ministère des Télécommunications puis à celui du Budget. À partir de 1990, il devient directeur de cabinet du ministre de la Fonction publique Michel Durafour puis de la ministre du Travail, de l’emploi et de la formation professionnelle Martine Aubry entre 1991 et 1993. En février 2021, il démissionne du Conseil d’État.

#### Parcours à la SNCF
Guillaume Pepy a fait l’essentiel de sa carrière à la SNCF. Il y entre une première fois en 1988 comme directeur de cabinet de Jacques Fournier alors président de la SNCF. Il y revient de 1993 à 1995, en tant que directeur des investissements, de l’économie et de la stratégie auprès de Jean Bergougnoux. À la suite d'un désaccord stratégique, il démissionne et quitte l’entreprise,. L’année suivante, il devient directeur général adjoint de la Société française d’enquêtes par sondages (Sofres).
En juillet 1997, Louis Gallois alors président de la SNCF, rappelle Guillaume Pepy à ses côtés pour prendre la direction des Grandes Lignes (TGV). Six mois plus tard, il devient directeur général délégué à la clientèle de la SNCF regroupant toutes les activités liées aux voyageurs (TGV, TER, Transilien...). Il occupe, dans le même temps, les fonctions de président d’Eurostar Group et d’administrateur de Keolis.
S’inspirant de l’aérien, Guillaume Pepy développe une politique tarifaire flexible, permettant d’accroître les taux d’occupation des trains. Il est également à l’origine de la création de Voyages-sncf.com dont il a été président de 1998 à 2006.
En mai 2003, Louis Gallois le nomme directeur général exécutif du groupe. Anne-Marie Idrac, présidente pendant les vingt derniers mois (juillet 2006-février 2008) du mandat commencé par Louis Gallois, le confirme dans cette fonction. En 2007, il crée Railteam, l’Alliance européenne des opérateurs ferroviaires de grande vitesse. La même année, dans le cadre de la Charte de la diversité, il lance les Forums Égalité & Compétences privilégiant les embauches dans les zones dites « sensibles ».
Le 27 février 2008, Nicolas Sarkozy, alors président de la République, le nomme à la présidence de l’entreprise publique pour un mandat de cinq ans, lui fixant comme priorités dans sa lettre de mission le développement et la modernisation de l’entreprise et lui demandant de faire en sorte que la SNCF entre « tout entière, dans l'ère du développement et de la concurrence ». Autre enjeu indiqué dans la feuille de route du gouvernement : la négociation d’un « pacte de modernisation sociale » au sein de l’entreprise publique, passant par une baisse de la conflictualité.
Dès 2008, Guillaume Pepy lance une OPA sur Geodis suivie de l’acquisition d’IBM Global Logisticien, plateforme mondiale de pilotage des activités logistiques. Il développe également la présence de SNCF à l’étranger : Maroc, Australie, Inde, Chine, États-Unis, Pays du Golfe, Scandinavie.
Le 26 mars 2011, Guillaume Pepy prend position, dans un entretien au journal Le Monde, contre le modèle ferroviaire français existant qui sépare en deux entités distinctes l’exploitation du réseau par SNCF et la gestion des infrastructures par RFF. Préconisant un débat de fond, il contribue ainsi à la réflexion sur la réforme ferroviaire engagée en octobre 2012 par les pouvoirs publics dans le cadre des Assises du Ferroviaire.

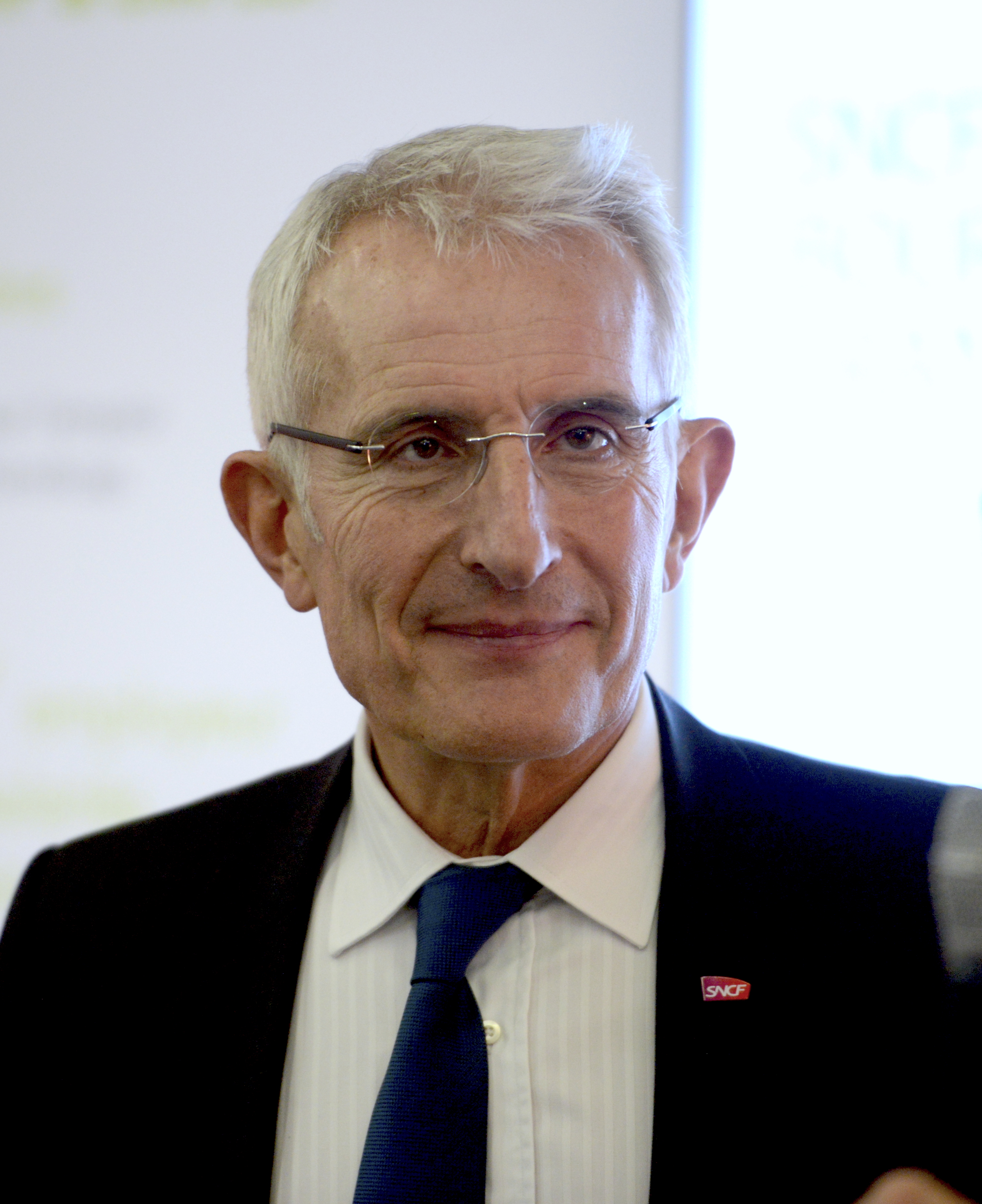
Guillaume Pepy, le 16 février 2017 à Dijon.

Le 25 février 2013, il est reconduit à la tête de la SNCF pour cinq ans par le président de la République François Hollande, afin de poursuivre la « grande réforme ferroviaire » entamée en octobre 2012. Il est donc, à la suite de la réorganisation de la SNCF par la loi du 4 août 2014, nommé président du directoire par intérim de l’établissement public à caractère industriel et commercial SNCF, à compter du 1er décembre suivant et président du nouvel EPIC SNCF Mobilités.
Le 7 mars 2018, il annonce qu’il ne sollicitera pas un troisième mandat à la tête de l’entreprise en 2020.
Il confirme cette tendance le 20 mars 2019, quelques mois avant la fin de son second mandat : « comme mes prédécesseurs Louis Gallois et Jacques Fournier, je ne solliciterai pas de troisième mandat ».

#### Parcours après la SNCF
Depuis le 26 février 2020, il est président du comité stratégique de Lagardère.
Il est également depuis le 30 juin 2020 président d’Initiative France. Il déclare le 2 juillet 2020 : « Je veux aider toute personne qui veut créer sa boite ».
Le 11 septembre 2020, Guillaume Pepy est désigné vice-président du Centre chorégraphique national de Biarritz. Par ailleurs, il occupe des fonctions d’Advisor de Sales Force et de Canadian Pension Plan Investment Board.
En juillet 2022, son nom est proposé pour prendre la présidence du conseil d'administration du groupe Orpea malgré ses liens avec le premier actionnaire du groupe d'Ehpad, le fonds de pension canadien CPP IB.

## Une gestion controversée
Guillaume Pepy est accusé par ses détracteurs d’avoir privilégié l’aspect marketing de la SNCF et les investissements d’infrastructures TGV, au détriment des trains régionaux et des trains de banlieue. Entre 2007 et 2011, le chiffre d’affaires de la SNCF progresse de 16 à 33,5 milliards, dans son budget, 210 millions d’euros sont dépensés annuellement en marketing et lobbying externe.
Dans la même période, ses défenseurs estiment qu’il doit composer avec des syndicats tout-puissants[non neutre] et la mainmise de l’État dans la gestion de la SNCF. Ses défenseurs lui accordent la création de Ouigo, le TGV low cost améliorant l'accessibilité des TGV et le site Voyages SNCF.
L’accident du Paris-Limoges en gare de Brétigny-sur-Orge, le 12 juillet 2013, met en lumière le mauvais entretien du réseau ferré français classique (non TGV). Guillaume Pépy assume : "Comme président de la SNCF, je veux faire part d’une extraordinaire émotion". La SNCF se considère responsable et lance le programme Prisme pour améliorer la maintenance et la sécurité. L’enquête mentionne aussi « un problème de culture collective » à la SNCF. En 2017, des voix se lèvent pour rappeler l’entreprise ferroviaire à ses responsabilités dans l’accident. Le procès n’a toujours pas eu lieu en 2020.
D’autres accidents ont eu lieu pendant la présidence Pépy : l’accident d’Eckwersheim en 2015 (déraillement d’un TGV effectuant des essais) et plusieurs pannes importantes dans la gare de Paris-Montparnasse en 2017,.
Parmi le personnel, Guillaume Pépy est estimé responsable d'un « malaise social profond ». Pour le syndicaliste Didier Le Reste, de la CGT Cheminots, Guillaume Pepy est celui « qui a décidé cette politique de suppression des emplois de cheminots. Il n’a jamais aimé le train, c’est un business man qui n’a eu de cesse de détériorer le dialogue social».
Au milieu des années 2010, il a été décidé de mettre au rebut de nombreux TGV, prématurément, voilà pourquoi les prix déraillent en 2023,,,,.

## Vie privée
Fils d’un père avocat et d’une mère investie dans des organisations culturelles publiques, Guillaume Pepy a été élevé dans un milieu intellectuel décrit par la journaliste du Monde Raphaëlle Bacqué, comme « très “seventies”, teinté de psychanalyse ». Il suit les pas de son oncle Daniel Pepy, conseiller d’État, premier de la famille à travailler dans la haute fonction publique. Il adhère un an aux jeunesses communistes à 17 ans. Un an plus tard, il se découvre un frère trisomique, décédé un an avant sa naissance : « Au moment où il est mort, ils en ont fait un autre : moi. ».
Guillaume Pepy a partagé sa vie avec Richard Descoings, directeur de l’Institut d’études politiques (IEP) de Paris (Sciences Po Paris), de 1986 à 2002, date du mariage de ce dernier avec Nadia Marik,,.

## Distinction
- Officier de la Légion d'honneur (2009[59])
- Commandeur de l'ordre national du Mérite ( 2019[60])

## Mandats
- Ancien président d’Eurostar[61] et ancien vice-président des groupes Keolis et Systra
- Membre de l’Alliance Européenne des opérateurs ferroviaires de grande vitesse (Railteam)[62]
- Membre du conseil d’administration de Suez[63]
- Membre de l’Institut Montaigne[64]
- Membre observateur au conseil d’administration du club Le Siècle[65]
- Membre du conseil de surveillance de Lagardère[3]
- Président du conseil de surveillance de l'Emlyon Business School[66]

## Salaire
Le salaire de Guillaume Pepy en 2015, en tant que président de la SNCF, s’élevait à 450 000 euros par an.